# Nyceryx stuarti
Nyceryx stuarti är en fjärilsart som beskrevs av Rothschild 1896. Nyceryx stuarti ingår i släktet Nyceryx och familjen svärmare. Inga underarter finns listade i Catalogue of Life.

## Bildgalleri

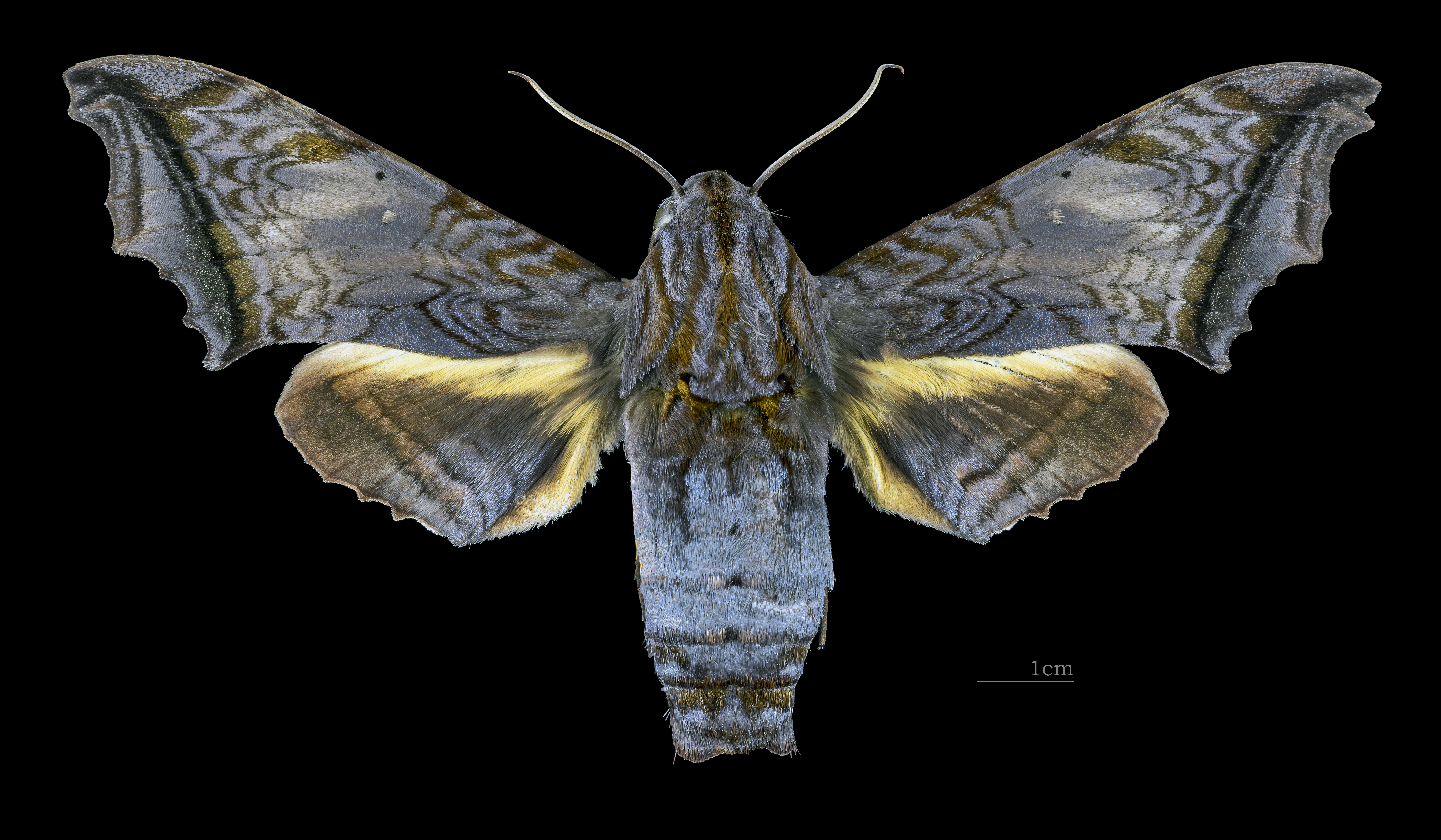
Nyceryx stuarti  ♀
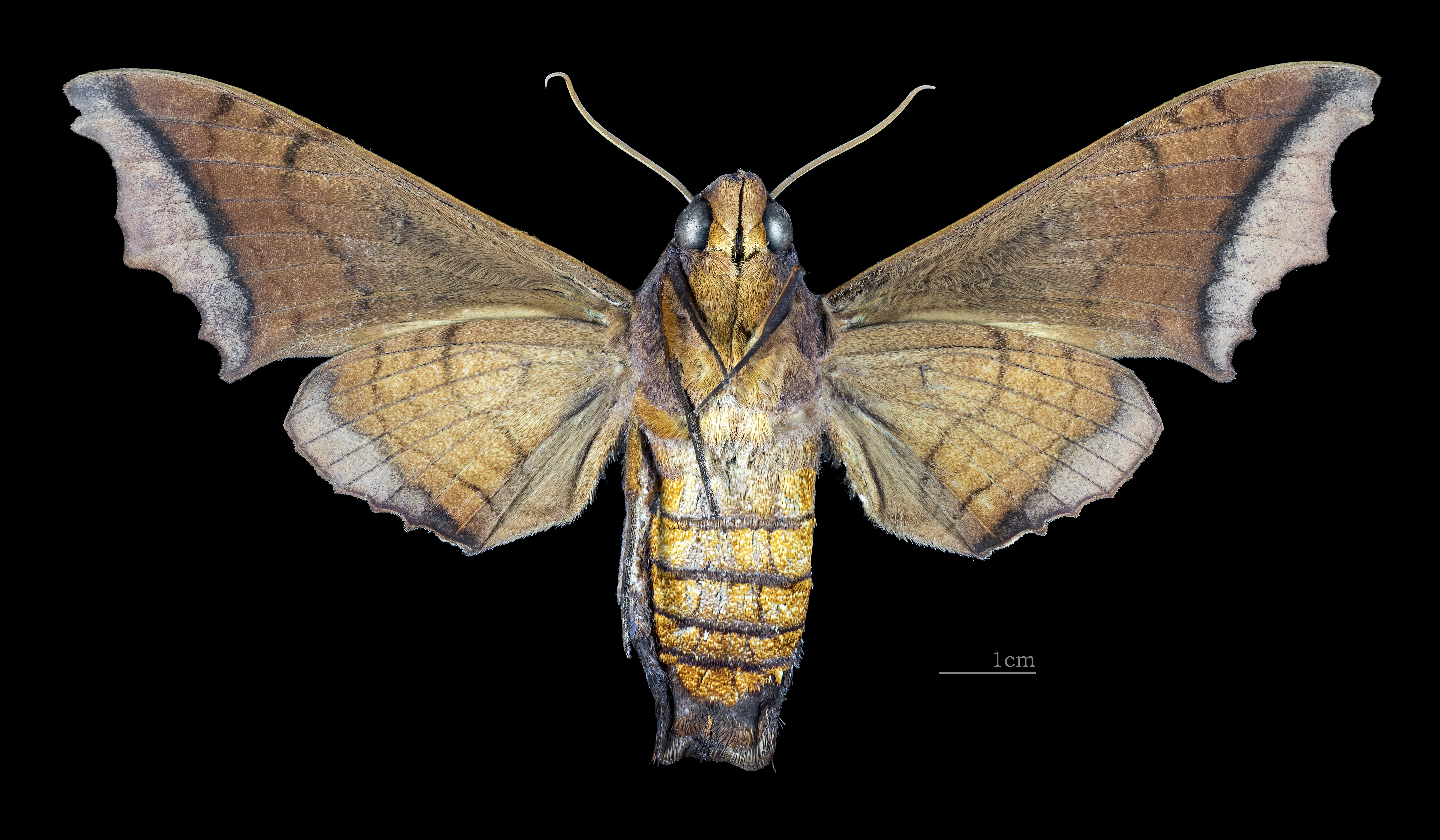
Nyceryx stuarti  ♀ △